# 4 uur van Shanghai 2019
De 4 uur van Shanghai 2019 was de derde race van het FIA World Endurance Championship-seizoen 2019-2020. De race werd verreden op 10 november 2019 op het Shanghai International Circuit nabij Shanghai, China.
De race werd gewonnen door de Rebellion Racing #1 van Gustavo Menezes, Norman Nato en Bruno Senna. Dit was de eerste race in de geschiedenis van het WEC die door een niet-hybride auto werd gewonnen; het team zegevierde ook al in de 6 uur van Silverstone 2018 nadat de hybride Toyota's waren gediskwalificeerd. De LMP2-klasse werd gewonnen door de Jota Sport #38 van António Félix da Costa, Anthony Davidson en Roberto González. De LMGTE Pro-klasse werd gewonnen door de AF Corse #51 van James Calado en Alessandro Pier Guidi. De LMGTE Am-klasse werd gewonnen door de TF Sport #90 van Jonathan Adam, Charlie Eastwood en Salih Yoluç.

## Inschrijvingen
Er waren 31 auto's ingeschreven voor de race, bestaande uit vijf in de LMP1-klasse, acht in de LMP2-klasse, zes in de LMGTE Pro-klasse en twaalf in de LMGTE Am-klasse. In de LMP1-klasse werd Luca Ghiotto in de #5 Team LNT vervangen door Jordan King. In de LMP2-klasse keerde Oliver Jarvis terug in de #22 United Autosports in de plaats van Paul di Resta, aangezien hij ten tijde van de vorige race in de DTM actief was. In de LMGTE-klasse was de #78 Proton Competition een eenmalige inschrijving. Ook werd in de #57 Team Project 1 Felipe Fraga vervangen door Larry ten Voorde. Tot slot maakten Satoshi Hoshino en Adrien De Leener in de #88 Dempsey-Proton Racing plaats voor Will Bamber en Angelo Negro.

## Kwalificatie
Tijden vetgedrukt betekent de snelste tijd in die klasse.
| Pos. | Klasse    | No. | Team                  | Tijd     | Grid |
| ---- | --------- | --- | --------------------- | -------- | ---- |
| 1    | LMP1      | 1   | Rebellion Racing      | 1:45.892 | 1    |
| 2    | LMP1      | 6   | Team LNT              | 1:47.092 | 2    |
| 3    | LMP1      | 5   | Team LNT              | 1:47.109 | 3    |
| 4    | LMP1      | 7   | Toyota Gazoo Racing   | 1:47.235 | 4    |
| 5    | LMP1      | 8   | Toyota Gazoo Racing   | 1:48.180 | 5    |
| 6    | LMP2      | 42  | Cool Racing           | 1:48.649 | 6    |
| 7    | LMP2      | 37  | Jackie Chan DC Racing | 1:48.775 | 7    |
| 8    | LMP2      | 22  | United Autosports     | 1:48.972 | 8    |
| 9    | LMP2      | 33  | High Class Racing     | 1:49.245 | 9    |
| 10   | LMP2      | 38  | Jota Sport            | 1:49.739 | 10   |
| 11   | LMP2      | 47  | Cetilar Racing        | 1:50.496 | 11   |
| 12   | LMP2      | 36  | Signatech Alpine Elf  | 1:50.941 | 12   |
| 13   | LMGTE Pro | 92  | Porsche GT Team       | 1:59.579 | 13   |
| 14   | LMGTE Pro | 95  | Aston Martin Racing   | 1:59.597 | 14   |
| 15   | LMGTE Pro | 97  | Aston Martin Racing   | 1:59.607 | 15   |
| 16   | LMGTE Pro | 51  | AF Corse              | 1:59.687 | 16   |
| 17   | LMGTE Pro | 71  | AF Corse              | 2:00.067 | 17   |
| 18   | LMGTE Pro | 91  | Porsche GT Team       | 2:00.224 | 18   |
| 19   | LMGTE Am  | 56  | Team Project 1        | 2:00.824 | 19   |
| 20   | LMGTE Am  | 98  | Aston Martin Racing   | 2:01.528 | 20   |
| 21   | LMGTE Am  | 77  | Dempsey-Proton Racing | 2:01.655 | 21   |
| 22   | LMGTE Am  | 90  | TF Sport              | 2:02.192 | 22   |
| 23   | LMGTE Am  | 57  | Team Project 1        | 2:02.228 | 23   |
| 24   | LMGTE Am  | 54  | AF Corse              | 2:02.404 | 24   |
| 25   | LMGTE Am  | 70  | MR Racing             | 2:02.602 | 25   |
| 26   | LMGTE Am  | 88  | Dempsey-Proton Racing | 2:02.714 | 26   |
| 27   | LMGTE Am  | 86  | Gulf Racing           | 2:02.978 | 27   |
| 28   | LMGTE Am  | 83  | AF Corse              | 2:03.001 | 28   |
| 29   | LMGTE Am  | 78  | Proton Competition    | 2:03.086 | 29   |
| 30   | LMGTE Am  | 62  | Red River Sport       | 2:03.239 | 30   |
| 31   | LMP2      | 29  | Racing Team Nederland | 1:48.431 | 31   |

## Uitslag
Winnaars in hun klasse zijn vetgedrukt; LMP1 is rood, LMP2 is blauw, LMGTE Pro is groen en LMGTE Am is oranje.
| Pos. | Klasse    | No. | Team                  | Coureurs                                                 | Chassis                       | Banden | Ronden | Tijd/Reden       |
| Pos. | Klasse    | No. | Team                  | Coureurs                                                 | Motor                         | Banden | Ronden | Tijd/Reden       |
| ---- | --------- | --- | --------------------- | -------------------------------------------------------- | ----------------------------- | ------ | ------ | ---------------- |
| 1    | LMP1      | 1   | Rebellion Racing      | Gustavo Menezes Norman Nato Bruno Senna                  | Rebellion R13                 | M      | 125    | 4:00:59.195      |
| 1    | LMP1      | 1   | Rebellion Racing      | Gustavo Menezes Norman Nato Bruno Senna                  | Gibson GL458 4.5 L V8         | M      | 125    | 4:00:59.195      |
| 2    | LMP1      | 8   | Toyota Gazoo Racing   | Sébastien Buemi Brendon Hartley Kazuki Nakajima          | Toyota TS050 Hybrid           | M      | 125    | +1:06.984        |
| 2    | LMP1      | 8   | Toyota Gazoo Racing   | Sébastien Buemi Brendon Hartley Kazuki Nakajima          | Toyota 2.4 L Turbo V6         | M      | 125    | +1:06.984        |
| 3    | LMP1      | 7   | Toyota Gazoo Racing   | Mike Conway Kamui Kobayashi José María López             | Toyota TS050 Hybrid           | M      | 124    | +1 ronde         |
| 3    | LMP1      | 7   | Toyota Gazoo Racing   | Mike Conway Kamui Kobayashi José María López             | Toyota 2.4 L Turbo V6         | M      | 124    | +1 ronde         |
| 4    | LMP1      | 5   | Team LNT              | Ben Hanley Jordan King Jegor Oroedzjev                   | Ginetta G60-LT-P1             | M      | 124    | +1 ronde         |
| 4    | LMP1      | 5   | Team LNT              | Ben Hanley Jordan King Jegor Oroedzjev                   | AER P60C 2.4 L Turbo V6       | M      | 124    | +1 ronde         |
| 5    | LMP1      | 6   | Team LNT              | Charlie Robertson Michael Simpson Guy Smith              | Ginetta G60-LT-P1             | M      | 123    | +2 ronden        |
| 5    | LMP1      | 6   | Team LNT              | Charlie Robertson Michael Simpson Guy Smith              | AER P60C 2.4 L Turbo V6       | M      | 123    | +2 ronden        |
| 6    | LMP2      | 38  | Jota Sport            | Anthony Davidson António Félix da Costa Roberto González | Oreca 07                      | G      | 121    | +4 ronden        |
| 6    | LMP2      | 38  | Jota Sport            | Anthony Davidson António Félix da Costa Roberto González | Gibson GK428 4.2 L V8         | G      | 121    | +4 ronden        |
| 7    | LMP2      | 37  | Jackie Chan DC Racing | Gabriel Aubry Will Stevens Ho-Pin Tung                   | Oreca 07                      | G      | 121    | +4 ronden        |
| 7    | LMP2      | 37  | Jackie Chan DC Racing | Gabriel Aubry Will Stevens Ho-Pin Tung                   | Gibson GK428 4.2 L V8         | G      | 121    | +4 ronden        |
| 8    | LMP2      | 22  | United Autosports     | Filipe Albuquerque Philip Hanson Paul di Resta           | Oreca 07                      | M      | 121    | +4 ronden        |
| 8    | LMP2      | 22  | United Autosports     | Filipe Albuquerque Philip Hanson Paul di Resta           | Gibson GK428 4.2 L V8         | M      | 121    | +4 ronden        |
| 9    | LMP2      | 36  | Signatech Alpine Elf  | Thomas Laurent André Negrão Pierre Ragues                | Alpine A470                   | M      | 120    | +5 ronden        |
| 9    | LMP2      | 36  | Signatech Alpine Elf  | Thomas Laurent André Negrão Pierre Ragues                | Gibson GK428 4.2 L V8         | M      | 120    | +5 ronden        |
| 10   | LMP2      | 29  | Racing Team Nederland | Frits van Eerd Giedo van der Garde Nyck de Vries         | Oreca 07                      | M      | 120    | +5 ronden        |
| 10   | LMP2      | 29  | Racing Team Nederland | Frits van Eerd Giedo van der Garde Nyck de Vries         | Gibson GK428 4.2 L V8         | M      | 120    | +5 ronden        |
| 11   | LMP2      | 33  | High Class Racing     | Anders Fjordbach Mark Patterson Kenta Yamashita          | Oreca 07                      | G      | 120    | +5 ronden        |
| 11   | LMP2      | 33  | High Class Racing     | Anders Fjordbach Mark Patterson Kenta Yamashita          | Gibson GK428 4.2 L V8         | G      | 120    | +5 ronden        |
| 12   | LMP2      | 47  | Cetliar Racing        | Andrea Belicchi Roberto Lacorte Giorgio Sernagiotto      | Dallara P217                  | M      | 119    | +6 ronden        |
| 12   | LMP2      | 47  | Cetliar Racing        | Andrea Belicchi Roberto Lacorte Giorgio Sernagiotto      | Gibson GK428 4.2 L V8         | M      | 119    | +6 ronden        |
| 13   | LMGTE Pro | 51  | AF Corse              | James Calado Alessandro Pier Guidi                       | Ferrari 488 GTE Evo           | M      | 115    | +10 ronden       |
| 13   | LMGTE Pro | 51  | AF Corse              | James Calado Alessandro Pier Guidi                       | Ferrari F154CB 4.0 L Turbo V8 | M      | 115    | +10 ronden       |
| 14   | LMGTE Pro | 92  | Porsche GT Team       | Michael Christensen Kévin Estre                          | Porsche 911 RSR-19            | M      | 115    | +10 ronden       |
| 14   | LMGTE Pro | 92  | Porsche GT Team       | Michael Christensen Kévin Estre                          | Porsche 4.2 L Flat-6          | M      | 115    | +10 ronden       |
| 15   | LMGTE Pro | 91  | Porsche GT Team       | Gianmaria Bruni Richard Lietz                            | Porsche 911 RSR-19            | M      | 115    | +10 ronden       |
| 15   | LMGTE Pro | 91  | Porsche GT Team       | Gianmaria Bruni Richard Lietz                            | Porsche 4.2 L Flat-6          | M      | 115    | +10 ronden       |
| 16   | LMGTE Pro | 97  | Aston Martin Racing   | Alex Lynn Maxime Martin                                  | Aston Martin Vantage AMR      | G      | 115    | +10 ronden       |
| 16   | LMGTE Pro | 97  | Aston Martin Racing   | Alex Lynn Maxime Martin                                  | Aston Martin 4.0 L Turbo V8   | G      | 115    | +10 ronden       |
| 17   | LMGTE Pro | 95  | Aston Martin Racing   | Marco Sørensen Nicki Thiim                               | Aston Martin Vantage AMR      | M      | 115    | +10 ronden       |
| 17   | LMGTE Pro | 95  | Aston Martin Racing   | Marco Sørensen Nicki Thiim                               | Aston Martin 4.0 L Turbo V8   | M      | 115    | +10 ronden       |
| 18   | LMGTE Pro | 71  | AF Corse              | Miguel Molina Davide Rigon                               | Ferrari 488 GTE Evo           | M      | 115    | +10 ronden       |
| 18   | LMGTE Pro | 71  | AF Corse              | Miguel Molina Davide Rigon                               | Ferrari F154CB 4.0 L Turbo V8 | M      | 115    | +10 ronden       |
| 19   | LMGTE Am  | 90  | TF Sport              | Jonathan Adam Charlie Eastwood Salih Yoluç               | Aston Martin Vantage AMR      | M      | 113    | +12 ronden       |
| 19   | LMGTE Am  | 90  | TF Sport              | Jonathan Adam Charlie Eastwood Salih Yoluç               | Aston Martin 4.0 L Turbo V8   | M      | 113    | +12 ronden       |
| 20   | LMGTE Am  | 57  | Team Project 1        | Jeroen Bleekemolen Ben Keating Larry ten Voorde          | Porsche 911 RSR               | M      | 113    | +12 ronden       |
| 20   | LMGTE Am  | 57  | Team Project 1        | Jeroen Bleekemolen Ben Keating Larry ten Voorde          | Porsche 4.0 L Flat-6          | M      | 113    | +12 ronden       |
| 21   | LMGTE Am  | 98  | Aston Martin Racing   | Paul Dalla Lana Ross Gunn Darren Turner                  | Aston Martin Vantage AMR      | G      | 113    | +12 ronden       |
| 21   | LMGTE Am  | 98  | Aston Martin Racing   | Paul Dalla Lana Ross Gunn Darren Turner                  | Aston Martin 4.0 L Turbo V8   | G      | 113    | +12 ronden       |
| 22   | LMGTE Am  | 83  | AF Corse              | Emmanuel Collard Nicklas Nielsen François Perrodo        | Ferrari 488 GTE Evo           | M      | 113    | +12 ronden       |
| 22   | LMGTE Am  | 83  | AF Corse              | Emmanuel Collard Nicklas Nielsen François Perrodo        | Ferrari F154CB 4.0 L Turbo V8 | M      | 113    | +12 ronden       |
| 23   | LMGTE Am  | 56  | Team Project 1        | Matteo Cairoli David Heinemeier Hansson Egidio Perfetti  | Porsche 911 RSR               | M      | 112    | +13 ronden       |
| 23   | LMGTE Am  | 56  | Team Project 1        | Matteo Cairoli David Heinemeier Hansson Egidio Perfetti  | Porsche 4.0 L Flat-6          | M      | 112    | +13 ronden       |
| 24   | LMGTE Am  | 88  | Dempsey-Proton Racing | Will Bamber Angelo Negro Thomas Preining                 | Porsche 911 RSR               | M      | 112    | +13 ronden       |
| 24   | LMGTE Am  | 88  | Dempsey-Proton Racing | Will Bamber Angelo Negro Thomas Preining                 | Porsche 4.0 L Flat-6          | M      | 112    | +13 ronden       |
| 25   | LMGTE Am  | 70  | MR Racing             | Olivier Beretta Kei Cozzolino Motoaki Ishikawa           | Ferrari 488 GTE Evo           | M      | 112    | +13 ronden       |
| 25   | LMGTE Am  | 70  | MR Racing             | Olivier Beretta Kei Cozzolino Motoaki Ishikawa           | Ferrari F154CB 4.0 L Turbo V8 | M      | 112    | +13 ronden       |
| 26   | LMGTE Am  | 54  | AF Corse              | Francesco Castellacci Giancarlo Fisichella Thomas Flohr  | Ferrari 488 GTE Evo           | M      | 112    | +13 ronden       |
| 26   | LMGTE Am  | 54  | AF Corse              | Francesco Castellacci Giancarlo Fisichella Thomas Flohr  | Ferrari F154CB 4.0 L Turbo V8 | M      | 112    | +13 ronden       |
| 27   | LMGTE Am  | 86  | Gulf Racing           | Ben Barker Michael Wainwright Andrew Watson              | Porsche 911 RSR               | M      | 112    | +13 ronden       |
| 27   | LMGTE Am  | 86  | Gulf Racing           | Ben Barker Michael Wainwright Andrew Watson              | Porsche 4.0 L Flat-6          | M      | 112    | +13 ronden       |
| 28   | LMGTE Am  | 62  | Red River Sport       | Bonamy Grimes Charles Hollings Johnny Mowlem             | Ferrari 488 GTE Evo           | M      | 112    | +13 ronden       |
| 28   | LMGTE Am  | 62  | Red River Sport       | Bonamy Grimes Charles Hollings Johnny Mowlem             | Ferrari F154CB 4.0 L Turbo V8 | M      | 112    | +13 ronden       |
| 29   | LMGTE Am  | 77  | Dempsey-Proton Racing | Matt Campbell Riccardo Pera Christian Ried               | Porsche 911 RSR               | M      | 111    | +14 ronden       |
| 29   | LMGTE Am  | 77  | Dempsey-Proton Racing | Matt Campbell Riccardo Pera Christian Ried               | Porsche 4.0 L Flat-6          | M      | 111    | +14 ronden       |
| 30   | LMGTE Am  | 78  | Proton Competition    | Vincent Abril Louis Prette Philippe Prette               | Porsche 911 RSR               | M      | 107    | +18 ronden       |
| 30   | LMGTE Am  | 78  | Proton Competition    | Vincent Abril Louis Prette Philippe Prette               | Porsche 4.0 L Flat-6          | M      | 107    | +18 ronden       |
| DNF  | LMP2      | 42  | Cool Racing           | Antonin Borga Alexander Coigny Nicolas Lapierre          | Oreca 07                      | M      | 30     | Niet geklasseerd |
| DNF  | LMP2      | 42  | Cool Racing           | Antonin Borga Alexander Coigny Nicolas Lapierre          | Gibson GK428 4.2 L V8         | M      | 30     | Niet geklasseerd |

## Tussenstanden na wedstrijd
LMP (coureurs)
| Pos | Coureur                                         | Punten |
| --- | ----------------------------------------------- | ------ |
| 1   | Sébastien Buemi Brendon Hartley Kazuki Nakajima | 62     |
| 2   | Mike Conway Kamui Kobayashi José María López    | 59     |
| 3   | Gustavo Menezes Norman Nato Bruno Senna         | 43     |
| 4   | Ben Hanley Jegor Oroedzjev                      | 27,5   |
| 5   | Charlie Robertson                               | 27     |

LMP1 (teams)
| Pos | Team                | Punten |
| --- | ------------------- | ------ |
| 1   | Toyota Gazoo Racing | 70     |
| 2   | Rebellion Racing    | 43     |
| 3   | Team LNT            | 29     |

GTE (coureurs)
| Pos | Coureur                            | Punten |
| --- | ---------------------------------- | ------ |
| 1   | Michael Christensen Kévin Estre    | 62     |
| 2   | Gianmaria Bruni Richard Lietz      | 52     |
| 3   | Marco Sørensen Nicki Thiim         | 47     |
| 4   | Alex Lynn Maxime Martin            | 45     |
| 5   | James Calado Alessandro Pier Guidi | 25     |

GTE (constructeurs)
| Pos | Constructeur | Punten |
| --- | ------------ | ------ |
| 1   | Porsche      | 114    |
| 2   | Aston Martin | 92     |
| 3   | Ferrari      | 55     |

LMP2 (coureurs)
| Pos | Coureur                                   | Punten |
| --- | ----------------------------------------- | ------ |
| 1   | Frits van Eerd Giedo van der Garde        | 51     |
| 2   | Gabriel Aubry Will Stevens Ho-Pin Tung    | 49     |
| 3   | Thomas Laurent André Negrão Pierre Ragues | 38     |
| 4   | Antonin Borga Nicolas Lapierre            | 36     |
| 5   | António Félix da Costa Roberto González   | 35     |

LMP2 (teams)
| Pos | Nr | Team                  | Punten |
| --- | -- | --------------------- | ------ |
| 1   | 29 | Racing Team Nederland | 51     |
| 2   | 37 | Jackie Chan DC Racing | 49     |
| 3   | 36 | Signatech Alpine Elf  | 38     |
| 4   | 42 | Cool Racing           | 36     |
| 5   | 38 | Jota Sport            | 35     |

GTE Am (coureurs)
| Pos | Coureur                                           | Punten |
| --- | ------------------------------------------------- | ------ |
| 1   | Jonathan Adam Charlie Eastwood Salih Yoluç        | 58     |
| 2   | Emmanuel Collard Nicklas Nielsen François Perrodo | 55     |
| 3   | Jeroen Bleekemolen Ben Keating                    | 34     |
| 4   | Paul Dalla Lana Ross Gunn Darren Turner           | 33,5   |
| 5   | Olivier Beretta Kei Cozzolino Motoaki Ishikawa    | 33     |

GTE Am (teams)
| Pos | Nr | Team                | Punten |
| --- | -- | ------------------- | ------ |
| 1   | 90 | TF Sport            | 58     |
| 2   | 83 | AF Corse            | 55     |
| 3   | 57 | Team Project 1      | 34     |
| 4   | 98 | Aston Martin Racing | 33,5   |
| 5   | 70 | MR Racing           | 33     |